# عزلة الأجعود (ذمار)
عزلة الاجعود هي إحدى عزل مديرية وصاب العالي في محافظة ذمار اليمنية ويبلغ تعداد سكانها 1544 نسمة حسب التعداد السكاني في اليمن لعام 2004.